# 名古屋競馬場
名古屋競馬場（日语：名古屋競馬場）是位於愛知縣彌富市的競馬場，原位於愛知縣名古屋市港區，2022年4月搬遷至現在地。此競馬場由隸屬地方競馬的愛知縣競馬組合營運，可容納2,000名觀衆。

## 歷史
1949年5月20日，舊名古屋競馬場於愛知縣名古屋市港區落成。
1977年，由於彌富訓練中心於愛知縣彌富市正式開設，因而原本位於競馬場內的馬房遷移。
1988年12月，進行裝修工程，於第二看台第三、四層加設特別觀眾席。
1991年12月，進行裝修工程，於第二看台第二層增設廂房。
1998年12月，進行裝修工程，改建東看台第二層。
2016年12月，愛知縣競馬組合正式宣佈將競馬場所有業務搬遷至彌富訓練中心所在地，並改建當地為新名古屋競馬場。
2022年3月11日，舊名古屋競馬場舉行最後一場賽事。
2022年3月22日，新名古屋競馬場舉行開幕儀式並試行模擬賽事。
2022年4月8日，新名古屋競馬場舉行首場正式賽事。

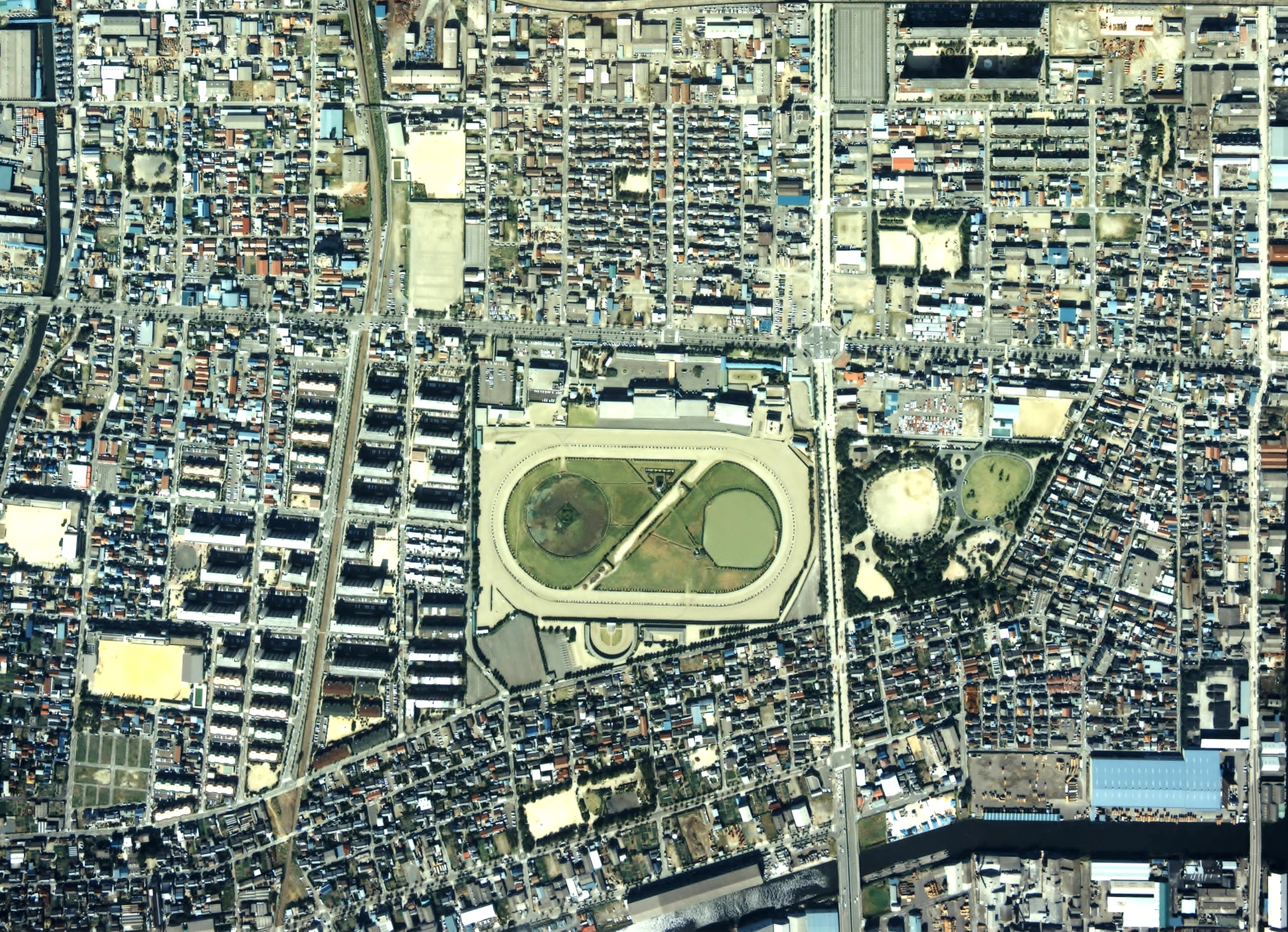
舊名古屋競馬場鳥瞰圖，攝於1987年

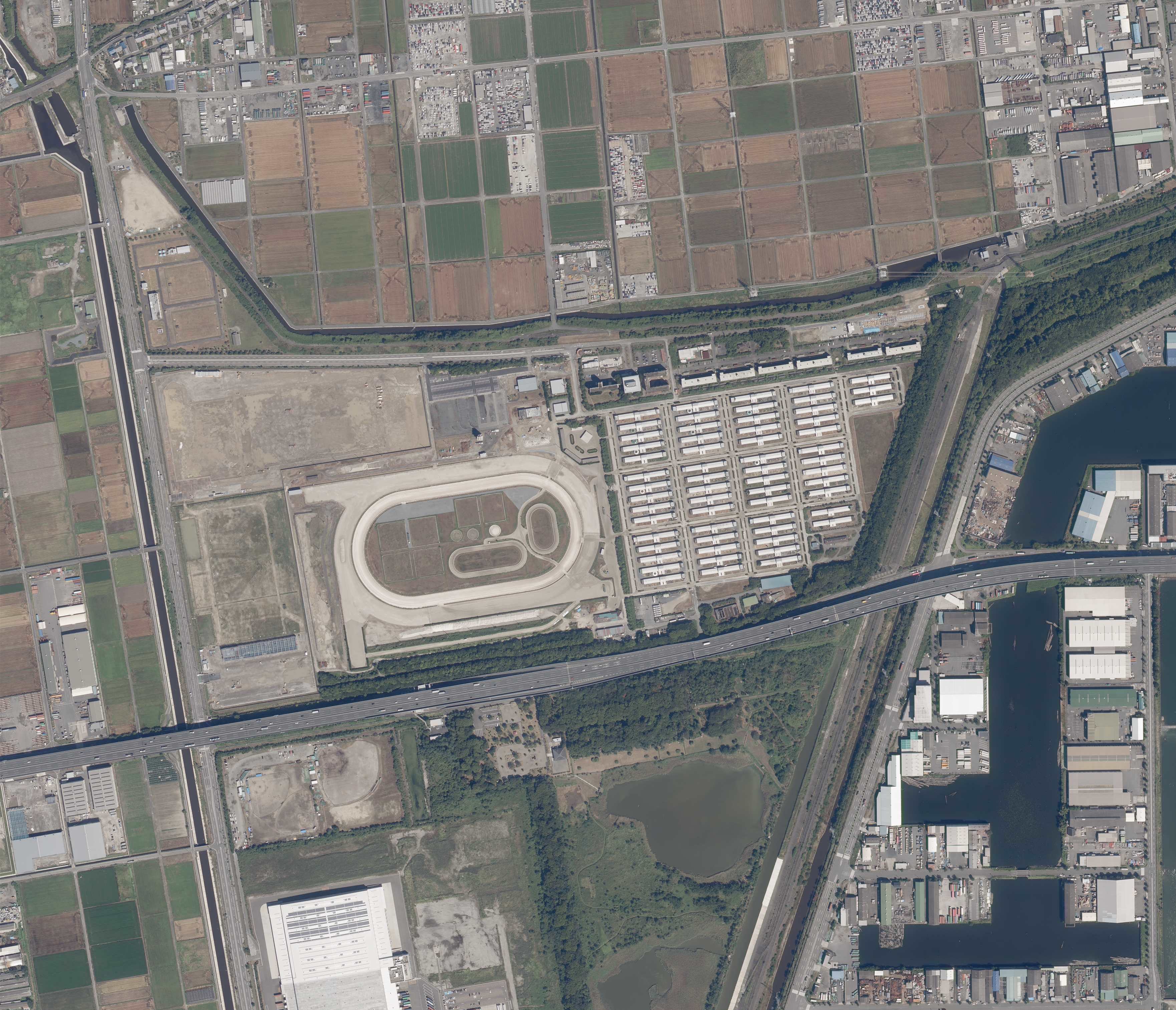
彌富訓練中心（今新名古屋競馬場）鳥瞰圖，攝於2020年

## 跑道
舊競馬場泥地跑道全長1100.0米，闊度23米，直路194米。新競馬場泥地賽道全長1180.0米，闊度30米，直路249米。

### 賽事距離
舊競馬場泥地跑道：800米、1300米、1400米、1600米、1800米、1900米、2500米
新競馬場泥地跑道：900米、920米、1500米、1700米、2000米

### 賽道記錄

#### 舊競馬場泥地
| 距離   | 時間   | 馬匹            | 性齡     | 負重 | 騎師     | 練馬師    | 紀錄創造日 | 賽事級別 | 賽事名稱           |
| ------ | ------ | --------------- | -------- | ---- | -------- | --------- | ---------- | -------- | ------------------ |
| 800米  | 0:46.4 | Love Michan     | 雌4      | 57   | 濱口楠彥 | 柳江仁    | 24/6/2011  | 東海SPI  | 名古屋厲馬短途錦標 |
| 1300米 | 1:21.2 | Daimonji        | 紀錄缺失 | 55   | 神垣三秀 | 紀錄缺失  | 26/4/1967  |          | 紀錄缺失           |
| 1400米 | 1:23.9 | South Vigorous  | 雄6      | 56   | 柴田善臣 | 高橋祥泰  | 6/5/2002   | 地方GIII | 杜若紀念           |
| 1600米 | 1:38.6 | Royal Hanse     | 雄4      | 54   | 田中敏和 | 加藤 一榮 | 7/6/1980   |          | 紀錄缺失           |
| 1800米 | 1:53.3 | Maruzen Star    | 雄5      | 55   | 安藤勝己 | 後藤保    | 2/7/1985   |          | 紅寶石特別         |
| 1900米 | 1:58.4 | 希望之城        | 雄6      | 59   | 佐藤哲三 | 安達昭夫  | 31/3/2011  | JpnIII   | 名古屋大賞典       |
| 2500米 | 2:40.3 | A Shin Moreover | 雄6      | 56   | 岡部成   | 沖芳夫    | 24/12/2012 | JpnII    | 名古屋大獎賽       |

#### 新競馬場泥地
| 距離   | 時間   | 馬匹            | 性齡 | 負重 | 騎師     | 練馬師   | 紀錄創造日 | 賽事級別 | 賽事名稱       |
| ------ | ------ | --------------- | ---- | ---- | -------- | -------- | ---------- | -------- | -------------- |
| 900米  | 0:54:5 | Seven Colors    | 雌2  | 54   | 山田祥雄 | 川西毅   | 22/7/2022  |          | 2歲新馬        |
| 920米  | 0:54.4 | Escher          | 閹8  | 54   | 宮下瞳   | 瀨戶口悟 | 19/8/2022  |          | 完全短途公開賽 |
| 1500米 | 1:31:1 | Wilson Tesoro   | 雄4  | 56   | 川田將雅 | 小手川準 | 2/5/2023   | JpnIII   | 杜若紀念       |
| 1700米 | 1:46:9 | Brisa Fresca    | 雄4  | 55   | 塚本征吾 | 塚田隆男 | 15/6/2023  | 東海SPII | 崔坦爭霸       |
| 2000米 | 2:08:2 | Hagino Alegrias | 雄6  | 54   | 川田將雅 | 四位洋文 | 16/4/2023  | JpnIII   | 名古屋大賞典   |
| 2100米 | 2:13:7 | Namura Mapogo   | 雄4  | 56   | 加藤聰一 | 藤崎日人 | 19/5/2023  |          | 灣岸之星盃     |

## 交通
由近畿日本鐵道近鐵彌富站乘搭彌富市社區巴士南部線於名古屋競馬場站下車。
在賽事舉行期間，亦會有免費接駁巴士來往競馬場和近畿日本鐵道近鐵蟹江站和名鐵巴士中心。

## 主要賽事

### 日本一級賽

#### 由各競馬場輪流舉辦之賽事
日本育馬場盃經典賽（JBCクラシック），泥地1900米，3歲或以上，2005年、2009年舉辦。
日本育馬場盃短途賽（JBCスプリント），泥地1400米，3歲或以上，2005年、2009年舉辦。

### 日本二級賽
名古屋大獎賽（名古屋グランプリ），泥地2100，4歲或以上。

### 日本三級賽
杜若紀念（かきつばた記念），泥地1500米，4歲或以上。
名古屋大賞典（名古屋大賞典），泥地2000米，3歲或以上。

### 東海一級賽
黃金之翼賞（ゴールドウィング賞），泥地1700米，2歲東海所屬馬。
東海女王盃（東海クイーンカップ），泥地1700米，3歲地方所屬雌馬。
駿蹄賞（駿蹄賞），泥地2000米，3歲東海所屬馬。
東海打吡（東海ダービー），泥地2100米，3歲東海所屬馬。
秋之鞍（秋の鞍），泥地1500米，3歲地方所屬馬。
新春飛馬盃（新春ペガサスカップ），泥地1700米，3歲東海所屬馬，
春季盃（スプリングカップ），泥地1800米，3歲地方所屬馬。
若草賞土古紀念（若草賞土古記念），泥地1500米，4歲或以上地方所屬雌馬。
東海櫻花賞（東海桜花賞），泥地1500米，4歲或以上地方所屬馬。
秋櫻賞（秋桜賞），泥地1700米，3歲或以上地方所屬雌馬。
黃金爭霸（ゴールド争覇），泥地1500米，3歲或以上東海、佐賀、高知、兵庫、石川所屬馬。
東海菊花賞（東海菊花賞），泥地2100米，3歲或以上地方所屬馬。
名古屋紀念（名古屋記念），泥地1500米，4歲或以上東海所屬馬。
梅見月盃（梅見月杯），泥地2000米，4歲或以上地方所屬馬。

### 東海二級賽
海灣短途錦標（ベイスプリント），泥地920米，3歲或以上東海、金澤所屬馬。
崔坦爭霸（トリトン争覇），泥地1700米，4歲或以上東海所屬馬。
名港盃（名港盃），泥地2000米，3歲或以上東海所屬馬。

#### 由各競馬場輪流舉辦之賽事
中日本未來之星錦標（ネクストスター中日本），泥地1500米，3歲東海、石川所屬馬，計劃2024年舉辦。
西日本打吡（西日本ダービー）泥地1900米，3歲東海、佐賀、高知、兵庫、石川所屬馬，2019年舉辦。

## 外部連結
- 维基共享资源上的相關多媒體資源：名古屋競馬場
- 愛知縣競馬組合 （页面存档备份，存于）

35°03′09″N 136°47′05″E / 35.05250°N 136.78472°E